# Yvonne Monlaur
Pour les articles homonymes, voir Monlaur.
Yvonne-Thérèse-Marie-Camille Bédat de Monlaur dite Yvonne Monlaur est une actrice et danseuse française née le 15 décembre 1935 à Pau (Basses-Pyrénées), et morte le 18 avril 2017 à Neuilly-sur-Seine (Hauts-de-Seine).
Elle est surtout connue pour ses rôles dans plusieurs comédies italiennes et quelques films d'épouvante britanniques dans les années 1950 et 1960.

## Biographie
Membre de la famille Bédat, Yvonne Monlaur débute au cinéma en 1955 dans Treize à table d'André Hunebelle. Elle tourne ensuite dans plusieurs productions italiennes dont L'Étrangère à Rome (1958) de Claudio Gora. En 1960, elle s'installe en Angleterre où elle joue dans des films d'horreur tels Le Cirque des horreurs (1960) avec Anton Diffring et Donald Pleasence, ou les productions Hammer Les Maîtresses de Dracula avec Peter Cushing et L'Empreinte du dragon rouge (1961) avec Christopher Lee.
Elle passe l'audition pour le rôle de Domino Derval dans le 4e film de la série des James Bond Opération Tonnerre (1965), mais c'est une autre actrice française qui est finalement choisie, Claudine Auger. Elle abandonne sa carrière peu de temps après.

## Filmographie

### Cinéma
- 1955 : Treize à table d'André Hunebelle (non créditée)
- 1956 : Mannequins de Paris d'André Hunebelle : Janine
- 1956 : Honoré de Marseille de Maurice Régamey : Gyptis
- 1957 : Les Collégiennes d'André Hunebelle (non créditée)
- 1957 : Les Lavandières du Portugal de Pierre Gaspard-Huit : Nadine
- 1958 : Je ne suis plus une enfant (Non sono più guaglione) de Domenico Paolella : Nennella
- 1958 : Coup de foudre (Amore a prima vista) : Elvira
- 1958 : Trois Étrangères à Rome (Tre straniere a Roma) de Claudio Gora : Nanda Colombo
- 1958 : Anche l'inferno trema (it) de Piero Regnoli
- 1959 : Aventures à Capri (Avventura a Capri) de Giuseppe Lipartiti : Yvonne
- 1959 : Destination San Remo (Destinazione Sanremo) de Domenico Paolella : Anna
- 1959 : La cento chilometri de Giulio Petroni : Elena
- 1959 : Quel tesoro di papà (it) de Marino Girolami : Marina
- 1959 : Spavaldi e innamorati (it) de Giuseppe Vari : Sylvia
- 1960 : Inn for Trouble (en) de C.M. Pennington-Richards : Yvette Duprès
- 1960 : Le Cirque des horreurs (Circus of Horrors) de Sidney Hayers : Nicole Vanet
- 1960 : C'est arrivé à Naples (It Started in Naples) de Melville Shavelson
- 1960 : Les Maîtresses de Dracula (The Brides of Dracula) de Terence Fisher : Marianne Danielle
- 1961 : L'empreinte du Dragon Rouge (The Terror of the Tongs) d'Anthony Bushell : Lee
- 1961 : Gerarchi si muore de Giorgio Simonelli : Rosalina Merletti
- 1962 : Scotland Yard s'énerve (en) (Time to Remember) de Charles Jarrott : Suzanne
- 1962 : Lemmy pour les dames de Bernard Borderie : Claudia
- 1962 : L'Épervier des Caraïbes (Lo sparviero dei Caraibi) de Piero Regnoli : Arica Mageiras
- 1963 : À cause, à cause d'une femme de Michel Deville : la soubrette
- 1963 : Le Temps des copains de Robert Guez
- 1963 : Le Concerto de la peur de José Bénazéraf : Miss Rivière / Nora Markriff
- 1964 : Nick Carter va tout casser d'Henri Decoin : Yvonne
- 1965 : Le Ciel sur la tête d'Yves Ciampi : Françoise
- 1965 : Mission spéciale à Caracas de Raoul André :  Muriel
- 1966 : Un cercueil de diamants (Die Rechnung – eiskalt serviert) de Helmuth Ashley : Violet

### Télévision
- 1958 : Women in Love (téléfilm) : Felice
- 1959 : The Third Man (série télévisée) (1 épisode) : Simone
- 1960 : Tales of the Vikings (série télévisée) (1 épisode) : Shalee
- 1962 : The Edgar Wallace Mystery Theatre (série télévisée) (1 épisode) : Suzanne
- 1964 : Bayard (série télévisée)
- 1967 : Der Tod läuft hinterher (mini-série) (1 épisode) : Janet Winters
- 1969 : Agence Intérim (série télévisée) (1 épisode) : la chanteuse de music-hall